# Рю Хан Су
Рю Хан Су (кор. 류한수?, 柳漢壽?, род. 1 февраля 1988) — южнокорейский борец греко-римского стиля, чемпион мира, Азии и Азиатских игр. Участник Олимпийских игр 2016 и 2020 годов.

## Биография
Родился в 1988 году, окончил Университет Кёнсон. Чемпион мира 2013 и 2017 годов в весовой категории до 66 кг, серебряный призёр 2015 года.
В 2014 и 2018 годах становился чемпионом Азиатских игр. В 2015, 2019 и 2020 годах был чемпионом Азии.